# Paolo Borchia

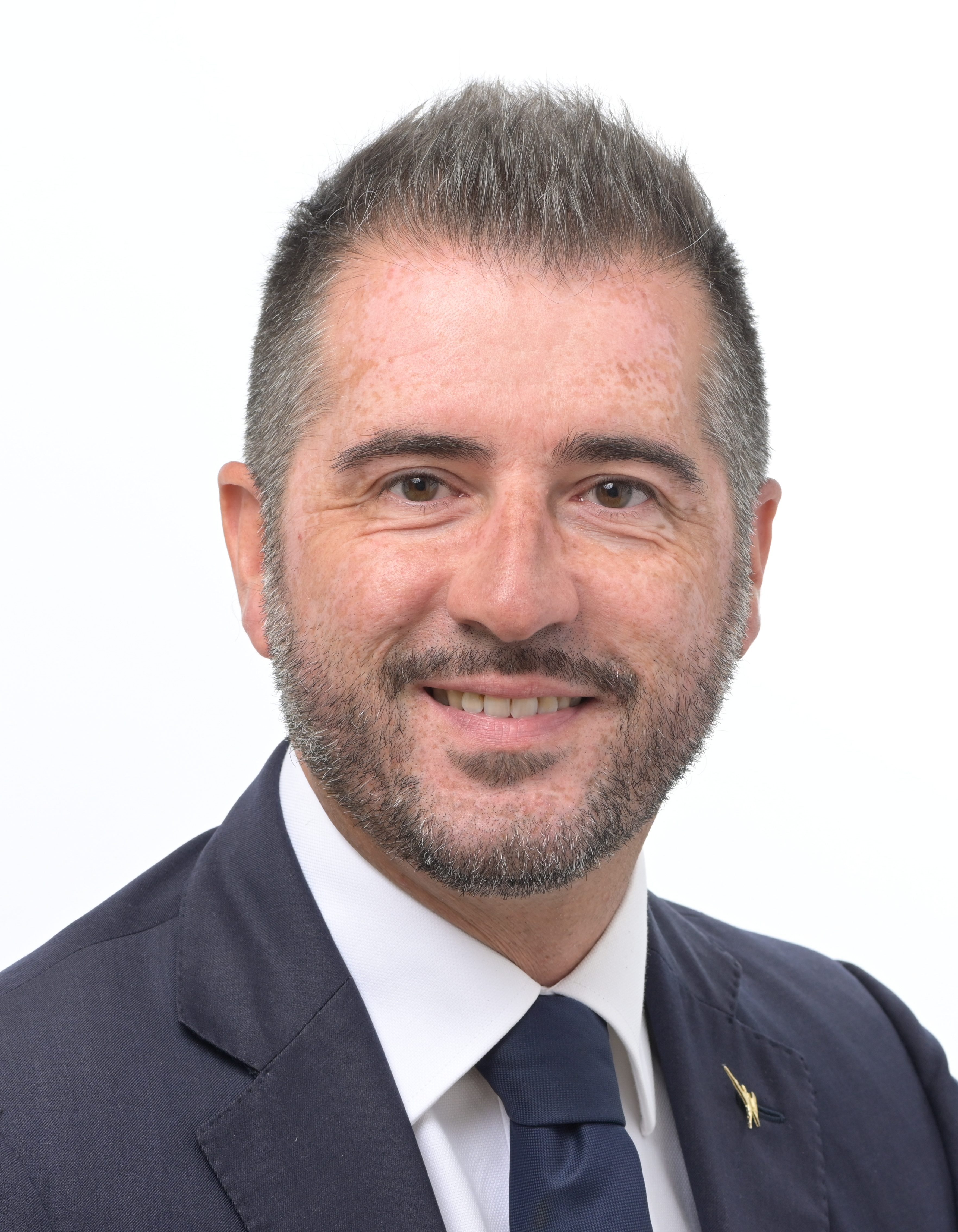
Paolo Borchia (2024)

Paolo Borchia (* 27. Mai 1980 in Negrar) ist ein norditalienischer Politiker und seit Juli 2019 Mitglied des Europäischen Parlaments.

## Biografie
Er studierte Politikwissenschaften an der Universität Padua und schloss seine Ausbildung mit einer ausgezeichneten Dissertation über „Anarchosyndikalismus und Katalanismus im republikanischen Spanien (1931–1936)“ ab, nachdem er ein umfangreiches Forschungsprogramm an der Universitat Autònoma de Barcelona durchgeführt hatte.
Er begann seine Karriere in der Marmorbranche als Verwaltungs- und Produktionsleiter des Familienunternehmens, bis er später ein Jobangebot als Berater für ein Finanzdienstleistungsunternehmen annahm.
Im Jahr 2010 zog er nach Brüssel, wo er als akkreditierter parlamentarischer Assistent von Lorenzo Fontana MdEP im Europäischen Parlament tätig wurde.
Nach sechs Dienstjahren wurde er zum politischen Berater der Parlamentsfraktion Europa der Freiheit und der Nationen (ENF) ernannt, die ihn in den Legislativausschuss für Industrie, Forschung und Energie (ITRE) und den Legislativausschuss für Verkehr und Fremdenverkehr (TRAN) entsandte.

### Politische Tätigkeit
Im Verlauf des Bundeskongresses der Lega Nord, der im Dezember 2013 in Turin stattfand und in dem Matteo Salvini zum Sekretär der Partei gewählt wurde, war er aktiv an den Verhandlungen beteiligt, die später zum Aufbau des europäischen Bündnisses zwischen der Lega Nord, dem französischen Front National, der österreichischen FPÖ, der niederländischen PVV und dem belgischen Vlaams Belang führen sollten.
Im Juli 2018 ernannte ihn der Bundesrat der Partei zum Leiter der internationalen Abteilung „Lega nel Mondo“, die sich auf die Unterstützung der italienischen Staatsangehörigen im Ausland sowie auf die Koordinierung der politischen Aktivitäten der ausländischen Sektionen der Partei konzentriert.
Im November 2018 vertrat er die Partei in Sofia bei einem von der Stiftung für das Europa der Freiheiten und Nationen veranstalteten Treffen, bei dem er die Strategie der Partei zur Reform der EU-Governance im Zusammenhang mit den bevorstehenden Europawahlen am 26. Mai erläuterte.
Im Mai 2019 kandidierte er bei den Europawahlen im Wahlkreis Nordostitalien und wurde mit 37.441 Stimmen gewählt. Nach seinem Amtsantritt wurde er zum Koordinator der Fraktion „Identität und Demokratie“ im Ausschuss für Industrie, Forschung und Energie (ITRE) ernannt. Außerdem wurde er zum Mitglied des Ausschusses für Verkehr und Fremdenverkehr (TRAN) und der Delegation in der Parlamentarischen Versammlung Europa-Lateinamerika ernannt.
Zu Beginn seines Mandats als Europaabgeordneter förderte er die Initiative „Unternehmen und Europa“, die Schulungskurse für Unternehmer und Verwaltungsangestellte des italienischen Nordostens anbietet und sich darauf konzentriert, das Bewusstsein für und den Zugang zu den bestehenden finanziellen Möglichkeiten auf regionaler, ministerieller und europäischer Ebene zu verbessern.
Im Februar 2020 nahm er als einziger italienischer Politiker an der Conservative Political Action Conference in Washington D.C. teil, wo er in einer Reihe von hochrangigen Gesprächen die politische Strategie der Lega vorstellte, mit besonderem Augenmerk auf der Förderung des Strukturwandels innerhalb der EU-Governance und der nationalen Umsetzung des Flat-Tax-Systems.
Nach Ausbruch der Coronavirus-Pandemie war er in Zusammenarbeit mit dem italienischen diplomatischen Netz und dem Europäischen Auswärtigen Dienst aktiv an diplomatischen Maßnahmen beteiligt, um die Rückführung von im Ausland gestrandeten italienischen Staatsangehörigen zu erleichtern. Er trug zur Rettung italienischer Staatsangehöriger aus kritischen Situationen bei, z. B. in Burkina Faso, Nepal, Tadschikistan und der Dominikanischen Republik.
In diesem Zusammenhang war er der erste, der die Handhabung der Rettungsmaßnahmen durch das italienische Außenministerium sowie die umstrittene Verwendung der vom Europäischen Katastrophenschutzmechanismus bereitgestellten Mittel in Frage stellte und die Aufmerksamkeit der Öffentlichkeit darauf lenkte.
Er ist in der 10. Legislaturperiode (2024–2029) Mitglied im Ausschuss für Industrie, Forschung und Energie sowie stellvertretendes Mitglied im Ausschuss für internationalen Handel, im Ausschuss für Wirtschaft und Währung und im Ausschuss für Verkehr und Tourismus. Er ist zudem Mitglied der neuen Fraktion Patrioten für Europa.